# Chiesa di Sant'Alessandro (Robbiate)
La chiesa di Sant'Alessandro è la parrocchiale di Robbiate, in provincia di Lecco ed arcidiocesi di Milano; fa parte del decanato di Merate.

## Storia
La prima citazione d'una cappella a Robbiate risale al Basso Medioevo ed è contenuta nel Liber Notitiae Sanctorum Mediolani di Goffredo da Bussero, nel quale si legge che era filiale della pieve dei Santi Sisinio, Martirio e Alessandro di Brivio.
Nel Cinquecento, con l'autorizzazione dell'arcivescovo Carlo Borromeo, venne edificata una nuova chiesa che andò ad inglobare l'antica cappella.
Durante la sua visita del 5 ottobre 1571, lo stesso arcivescovo Borromeo elevò la chiesa a parrocchiale, affrancandola così da quella di Paderno.
Dalla relazione della visita pastorale del 1754 dell'arcivescovo Giuseppe Pozzobonelli s'apprende che la parrocchiale, in cui aveva sede la confraternita della Beata Vergine della Rosa, aveva come filiali gli oratori della Beata Vergine Maria del Pianto, di Santa Teresa Vergine e del Santissimo Gesù della Rosa e che il numero dei fedeli era pari a 635 ; questi ultimi risultavano saliti a 675 nel 1780.
Tra il 1809 e il 1816 la chiesa fu ricostruita, mentre il campanile venne eretto nel 1815; nel 1848 si provvide a restaurare l'interno della struttura.
Nel 1897 l'arcivescovo Andrea Carlo Ferrari, compiendo la sua visita pastorale, trovò che la parrocchiale, avente alle sue dipendenze tre oratori, era sede della confraternita del Santissimo Sacramento e che i fedeli ammontavano a 1889; nel 1912 la parrocchia, già compresa nel vicariato di Brivio, entrò a far parte di quello di Merate.
La chiesa fu consacrata il 25 settembre 1940 dall'arcivescovo di Milano Ildefonso Schuster; nel 1971 passò al decanato di Missaglia, mentre nel 1974 venne aggregata a quello di Merate.

## Descrizione

### Esterno
La facciata a salienti della chiesa, rivolta a occidente e scandita da lesene tuscaniche, presenta al centro il portale d'ingresso, protetto da una piccola tettoia, e sopra una raffigurazione sacra, mentre ai lati si aprono due piccole bifore.
Annesso alla parrocchiale è il campanile a base quadrata, la cui cella presenta su ogni lato una monofora, protetta da balaustra e affiancata da paraste, ed è coronata dalla piccola cupoletta poggiante sul tamburo.

### Interno
L'interno dell'edificio si compone di un'unica navata a pianta rettangolare, sulla quale si affacciano le cappelle laterali; al termine dell'aula si sviluppa il presbiterio, a sua volta chiuso dall'abside.
Qui sono conservate diverse opere di pregio, tra le quali l'altare maggiore, costruito nel 1816 da Paolo Vitale, gli affreschi ritraenti l'Eterno Padre e gli Evangelisti, eseguiti da Giovanni da Valtorta nel 1820, l'organo, realizzato dalla ditta bergamasca Giudici nel 1852, e i due quadri raffiguranti rispettivamente la Trasfigurazione e la Natività, dipinti probabilmente da Camillo Procaccini.